# Metzneria intestinella
Metzneria intestinella is een vlinder uit de familie tastermotten (Gelechiidae). De wetenschappelijke naam is voor het eerst geldig gepubliceerd in 1864 door Mann.
De soort komt voor in Europa.